# Велиева, Севда Расим кызы
Севда Расим кызы Велиева (азерб. Sevda Rasim qızı Vəliyeva; род. 27 декабря 1997, Баку) — азербайджанская дзюдоистка, победительница летних Паралимпийских игр 2020 в Токио, чемпионка Европы 2017 года среди слепых и слабовидящих, серебряная призёрка чемпионата Европы 2019 года среди слепых и слабовидящих и Игр исламской солидарности 2017.

## Биография
Севда Велиева родилась 27 декабря 1997 года. 
В 2017 году Велиева стала чемпионкой Европы среди слепых и слабовидящих в Уолсолле. В мае этого же года заняла второе место на Играх исламской солидарности в Баку, проиграв в финале своей соотечественнице Афаг Султановой.

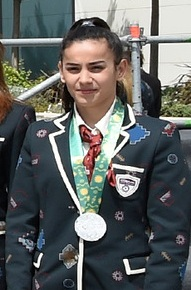
Велиева c серебряной медалью Игр исламской солидарности 2017

В 2018 году на чемпионате мира среди слепых и слабовидящи в городе Одивелаш (Лиссабон) Велиева в составе женской сборной Азербайджана стала бронзовой призёркой командного турнира.
В 2019 году Севда Велиева выиграла Гран-при Баку среди слепых и слабовидящих. В этом же году на чемпионате Европы среди слепых и слабовидящих в Генуе стала серебряной призёркой. Также в 2019 году Велиева завоевала серебряную медаль на Гран-при в Ташкенте среди слепых и слабовидящих.
В мае 2021 года Велиева выиграла Гран-при Баку среди слепых и слабовидящих, одолев поочерёдно Люсию Араужо из Бразилии, Зейнеп Челик из Турции и в финале — Парвину Самандарову из Узбекистана.
В 2021 году на Паралимпийских играх в Токио Севда Велиева выиграла в четвертьфинале у Даяны Федосовой из Казахстана, а в полуфинале — у Зейнеб Челик из Турции. В финале Велиева одержала победу над Парвиной Самандаровой из Узбекистана и выиграла золотую медаль дебютной для себя Паралимпиады. Перед выступлением Велиевой генсека Паралимпийского комитета Азербайджана Камала Мамедова вызвали в кабинет врачей, где заявили, что Велиевой не разрешат участвовать в соревнованиях, так как неудачное падение могло бы лишить ее зрения ввиду того, что на глазном дне спортсменки шёл процесс кристаллизации. Только после того, как Велиева подписала документ о том, что берет всю ответственность за свое здоровье на себя, ей разрешили выступать.
Распоряжением президента Азербайджанской Республики Ильхама Алиева от 6 сентября 2021 года Севда Велиева за высокие достижения на XVI летних Паралимпийских играх в Токио и заслуги в развитии азербайджанского спорта была награждена орденом «За службу Отечеству I степени».